# Aekyom jezik
Aekyom jezik (aiwin, akium, awin, west awin; ISO 639-3: awi), jedan od dva jezika skupine awin-pare, transnovogvinejske porodice, kojim govori 8 000 ljudi (1987 UBS) u blizini Kiunge u provinciji Western, Papua Nova Gvineja.
Postoji više dijalekata: sjeverni awin, južni awin i istočni awin. Pismo: latinica.

## Vanjske poveznice
- Ethnologue (14th)
- Ethnologue (15th)